# Zonguldak Kömürspor
Zonguldak Kömürspor ist ein Fußballverein aus der nordtürkischen Hafenstadt Zonguldak und spielt seit 2016 in der TFF 2. Lig. Der Verein spielte in den 1970er und 1980er Jahren insgesamt 14 Spielzeiten in der Süper Lig. In der Ewigen Tabelle der Süper Lig belegt der Verein den 26. Platz.

## Geschichte

### Vereinsgründung
Der Verein wurde im Jahre 1945 als Kömürspor gegründet. Nachdem der Verein anfing, in der Ikinci Lig (Lig A), (heutige TFF 1. Lig) zu spielen, wurde er in Zonguldakspor umbenannt. In der Saison 1973/74 wurden sie Meister und stiegen somit in die türkische Süper Lig auf. Die Saison 1979/80 war ein sehr großer Erfolg, denn sie errangen den 3. Platz. Ende der 1980er Jahre stieg der Verein gleich zwei Mal in Folge ab und erreichte die türkische 3. Lig. Nach dem Abstieg aus der Süper Lig (1988) folgte auch der Abstieg aus der Türk Telekom Lig A (1989). Zwischen 1989 und 2005 stiegen sie immer wieder in die TFF 1. Lig und wieder in die TFF 2. Lig ab. In der Saison 2005/06 stiegen sie wieder in die türkische 3. Lig ab.

### Freier Fall in die Amateurliga und Neugründung als Zonguldak Kömürspor
Zum Sommer 2009 stieg der Verein aus der TFF 3. Lig ab und verabschiedete sich damit das erste Mal in seiner Vereinshistorie vom türkischen Profifußballbetrieb. Nachdem man in die regionale Amateurliga abgestiegen war, gelang dem Verein keine Vereinssanierung. Der Klub verschuldete sich immer weiter. Als Ausweg wurde der Verein in Fenerspor umbenannt und stattdessen der Verein Demir Madencilik Dilaverspor in Zonguldakspor umbenannt. Durch die Namensweitergabe erzielte man die finanzielle Sanierung des Vereins und übertrug die Schulden an den neuen Verein Fenerspor.
Da der türkische Fußballverband die Verwendung des Namens Zonguldakspor dem Verein Fenerspor untersagte, entschieden die Verantwortlichen, den neuen Verein vorläufig Zonguldak Kömürspor, den ersten und ursprünglichen Namen von Zonguldakspor zu benutzen und nach einer Verjährung der Schulden wieder in Zonguldakspor umzubenennen. So startete der Klub in die Saison 2011/12 mit dem Namen Zonguldak Kömürspor.

### Neuzeit
In der Saison 2012/13 verpasste man knapp den Aufstieg in die professionelle TFF 3. Lig. Am letzten Spieltag empfing man als Spitzenreiter mit einem Punkt Vorsprung den Zweitplatzierten Ankara Adliyespor. Zur Meisterschaft und dem verbundenen Aufstieg hätte Zonguldak Kömürspor ein Unentschieden gereicht, jedoch unterlag man trotz einer 1:0-Führung noch mit 1:2, wobei Ankara Adliyespor beide Tore in den letzten fünf Minuten erzielte. Nach dem Spiel kam es inner- und außerhalb des Stadions zu massiven Ausschreitungen.
Eine Saison später wurde man Meister der BAL Lig (10. Gruppe) und hatte die Berechtigung, an den Playoffs teilzunehmen. Hier traf man in Ankara am 11. Mai 2014 auf den Meister der 4. Gruppe, Zara Belediyespor. Das Spiel auf neutralem Boden konnte mit drückender Überlegenheit 2:0 für sich entschieden werden, sodass Zonguldak Kömürspor nach sieben Jahren Amateurfußball wieder in die professionelle TFF 3. Lig aufstieg.
Die Viertligasaison 2015/16 beendete der Verein mit dem Play-off-Sieg der Gruppe 1 und kehrte damit nach zehnjähriger Abstinenz in die TFF 2. Lig zurück.

## Erfolge
- Süper Lig:
  - 3. Platz 1979/80
  - 4. Platz 1981/82
- TFF 1. Lig:
  - Meisterschaft 1973/74
  - Aufstieg in die Süper Lig 1973/74
- TFF 2. Lig:
  - Meisterschaft 1991/92
  - Aufstieg in die TFF 1. Lig 1991/92
- TFF 3. Lig:
  - Meisterschaft 2001/02
  - Play-off-Sieg 2015/16
  - Aufstieg in die TFF 2. Lig 2015/16
- Türkischer Fußballpokal:
  - Halbfinale 1987/88 (1:2 und 1:3 gegen Sakaryaspor)

## Ligazugehörigkeit
- 1. Liga: 1974–1988
- 2. Liga: 1966–1974, 1988–1989, 1992–1999
- 3. Liga: 1989–1992, 1999–2001, 2002–2006, seit 2016
- 4. Liga: 2001–2002, 2006–2009, 2014–2016
- Regionale Amateurliga: 2009–2014

## Rekordspieler
| Rang                | Name                | Einsätze | Zeitraum  |
| ------------------- | ------------------- | -------- | --------- |
| 01.                 | Muammer Birdal      | 321      | 1975–1988 |
| 02.                 | Turgut Öndül        | 238      | 1974–1984 |
| 04.                 | Birol Çakar         | 195      | 1974–1984 |
| 09.                 | Hamdi Kayhan        | 188      | 1974–1981 |
| 09.                 | Hüseyin Çetinkaya   | 188      | 1975–1983 |
| 05.                 | Muzaffer Badalıoğlu | 185      | 1978–1985 |
| 06.                 | Volkan Yayım        | 179      | 1977–1987 |
| 07.                 | Savaş Demiral       | 154      | 1979–1985 |
| 08.                 | Hamit Ayden         | 145      | 1980–1987 |
| 09.                 | Fuat Yaman          | 133      | 1980–1986 |
| 10.                 | Osman Şahinoğlu     | 130      | 1984–1988 |
| Stand: 4. März 2016 |                     |          |           |

| Rang                | Name           | Tor | Einsätze | Tor/Spiel |
| ------------------- | -------------- | --- | -------- | --------- |
| 01.                 | Ömer Kaner     | 24  | 65       | 0,37      |
| 02.                 | İsmail Yılmaz  | 23  | 84       | 0,27      |
| 02.                 | Hamit Ayden    | 23  | 145      | 0,16      |
| 03.                 | Muammer Birdal | 20  | 321      | 0,06      |
| 04.                 | Ayhan Akbin    | 18  | 69       | 0,26      |
| 05.                 | Sercan Görgülü | 17  | 62       | 0,27      |
| 05.                 | Fuat Yaman     | 17  | 133      | 0,13      |
| 06.                 | Žarko Vukčević | 16  | 68       | 0,24      |
| 07.                 | Özer Umdu      | 15  | 59       | 0,25      |
| 07.                 | Turgut Öndül   | 15  | 238      | 0,06      |
| 08.                 | Sinan Ünal     | 14  | 54       | 0,26      |
| 08.                 | Savaş Demiral  | 14  | 154      | 0,09      |
| 09.                 | Hamdi Kayhan   | 13  | 188      | 0,07      |
| 10.                 | Volkan Yayım   | 12  | 179      | 0,07      |
| Stand: 4. März 2016 |                |     |          |           |

## Bekannte ehemalige Spieler
| - Ayhan Akbin 1 - Hamit Ayden - Muzaffer Badaloğlu 1 - Muammer Birdal 1 - Murat Bölükbaşı - Hüseyin Çetinkaya 1 - Savaş Demiral - Yasir Elmacı - İsa Ertürk 1 - Sercan Görgülü - Halil Güngördü | - Tümer Metin - Ömer Kaner - Uğur Kavuk - Kemal Kılıç - Kadir Özcan - Bora Öztürk - Cenk Şahin - Ümit Tütünci - Özer Umdu - Volkan Yayım 1 |

## Ehemalige Trainer (Auswahl)
| - Candan Tarhan - Fahrettin Cansever - Celal Kıbrızlı - Adnan Dinçer - Candan Dumanlı - Enver Katip | - Halil Güngördü - Kadir Özcan - Metin Türel - Zeynel Soyuer - Suat Mamat - Müjdat Yalman - Cahit Terzi - Şenol Demir - Necati Erkmen |

## Präsidenten (Auswahl)
- Mehmet Salih Demir
- Süleyman Caner